# Pallamano ai Giochi della XXXIII Olimpiade
I tornei di pallamano ai Giochi della XXXIII Olimpiade si sono svolti dal 25 luglio all'11 agosto 2024 a Parigi, in Francia, durante i Giochi della XXXIII Olimpiade.

## Calendario
| Pallamano ai Giochi della XXXIII Olimpiade | Pallamano ai Giochi della XXXIII Olimpiade | Pallamano ai Giochi della XXXIII Olimpiade | Pallamano ai Giochi della XXXIII Olimpiade | Pallamano ai Giochi della XXXIII Olimpiade | Pallamano ai Giochi della XXXIII Olimpiade | Pallamano ai Giochi della XXXIII Olimpiade | Pallamano ai Giochi della XXXIII Olimpiade | Pallamano ai Giochi della XXXIII Olimpiade | Pallamano ai Giochi della XXXIII Olimpiade | Pallamano ai Giochi della XXXIII Olimpiade | Pallamano ai Giochi della XXXIII Olimpiade | Pallamano ai Giochi della XXXIII Olimpiade | Pallamano ai Giochi della XXXIII Olimpiade | Pallamano ai Giochi della XXXIII Olimpiade | Pallamano ai Giochi della XXXIII Olimpiade | Pallamano ai Giochi della XXXIII Olimpiade | Pallamano ai Giochi della XXXIII Olimpiade | Pallamano ai Giochi della XXXIII Olimpiade | Pallamano ai Giochi della XXXIII Olimpiade | Pallamano ai Giochi della XXXIII Olimpiade | Pallamano ai Giochi della XXXIII Olimpiade |
| Lug/Ago'24                                 | 25                                         | 26                                         | 27                                         | 28                                         | 29                                         | 30                                         | 31                                         | 1                                          | 2                                          | 3                                          | 4                                          | 5                                          | 6                                          | 7                                          | 8                                          | 9                                          | 10                                         | 10                                         | 11                                         | 11                                         | Totale                                     |
| ------------------------------------------ | ------------------------------------------ | ------------------------------------------ | ------------------------------------------ | ------------------------------------------ | ------------------------------------------ | ------------------------------------------ | ------------------------------------------ | ------------------------------------------ | ------------------------------------------ | ------------------------------------------ | ------------------------------------------ | ------------------------------------------ | ------------------------------------------ | ------------------------------------------ | ------------------------------------------ | ------------------------------------------ | ------------------------------------------ | ------------------------------------------ | ------------------------------------------ | ------------------------------------------ | ------------------------------------------ |
| Uomini                                     |                                            |                                            | 1ºT                                        |                                            | 1ºT                                        |                                            | 1ºT                                        |                                            | 1ºT                                        |                                            | 1ºT                                        |                                            |                                            | QF                                         |                                            | SF                                         |                                            |                                            | f                                          | F                                          | 1                                          |
| Donne                                      | 1ºT                                        |                                            |                                            | 1ºT                                        |                                            | 1ºT                                        |                                            | 1ºT                                        |                                            | 1ºT                                        |                                            |                                            | QF                                         |                                            | SF                                         |                                            | f                                          | F                                          |                                            |                                            | 1                                          |
| Totale                                     |                                            |                                            |                                            |                                            |                                            |                                            |                                            |                                            |                                            |                                            |                                            |                                            |                                            |                                            |                                            |                                            | 1                                          | 1                                          | 1                                          | 1                                          | 2                                          |

| Gironi preliminari | Quarti di finale | Semifinali | Finale 3º posto | Finale |

## Tornei

### Squadre qualificate
| Competizione                        | Data                         | Luogo          | Posti | Qualificata       |
| ----------------------------------- | ---------------------------- | -------------- | ----- | ----------------- |
| Paese organizzatore                 | —                            | —              | 1     | Francia           |
| Campionato mondiale 2023            | 11–29 gennaio 2023           | Polonia Svezia | 1     | Danimarca         |
| Torneo asiatico di qualificazione   | 18-28 ottobre 2023           | Qatar          | 1     | Giappone          |
| Giochi Panamericani 2023            | 30 ottobre - 4 novembre 2023 | Cile           | 1     | Argentina         |
| Campionato europeo 2024             | 10-28 gennaio 2024           | Germania       | 1     | Svezia            |
| Campionato africano 2024            | 17-27 gennaio 2024           | Egitto         | 1     | Egitto            |
| Torneo olimpico di qualificazione 1 | 14-17 marzo 2024             | Spagna         | 2     | Slovenia Spagna   |
| Torneo olimpico di qualificazione 2 | 14-17 marzo 2024             | Germania       | 2     | Croazia Germania  |
| Torneo olimpico di qualificazione 3 | 14-17 marzo 2024             | Ungheria       | 2     | Norvegia Ungheria |
| Totale                              |                              |                | 12    |                   |

| Competizione                        | Data                           | Luogo                                  | Posti | Qualificata        |
| ----------------------------------- | ------------------------------ | -------------------------------------- | ----- | ------------------ |
| Paese organizzatore                 | —                              | —                                      | 1     | Francia            |
| Campionato europeo 2022             | 4-20 novembre 2022             | Macedonia del Nord Montenegro Slovenia | 1     | Danimarca          |
| Torneo asiatico di qualificazione   | 17-23 agosto 2023              | Giappone                               | 1     | Corea del Sud      |
| Torneo africano di qualificazione   | 11-14 ottobre 2023             | Angola                                 | 1     | Angola             |
| Giochi Panamericani 2023            | 24-29 ottobre 2023             | Cile                                   | 1     | Brasile            |
| Campionato mondiale 2023            | 29 novembre - 17 dicembre 2023 | Danimarca Norvegia Svezia              | 1     | Norvegia           |
| Torneo olimpico di qualificazione 1 | 11-14 aprile 2024              | Ungheria                               | 2     | Ungheria Svezia    |
| Torneo olimpico di qualificazione 2 | 11-14 aprile 2024              | Spagna                                 | 2     | Paesi Bassi Spagna |
| Torneo olimpico di qualificazione 3 | 11-14 aprile 2024              | Germania                               | 2     | Germania Slovenia  |
| Totale                              |                                |                                        | 12    |                    |

## Podi
| Evento                         | Oro       | Argento  | Bronzo    |
| Pallamano maschile (dettagli)  | Danimarca | Germania | Spagna    |
| Pallamano femminile (dettagli) | Norvegia  | Francia  | Danimarca |

## Medagliere
| Pos.   | Paese     | Oro | Argento | Bronzo | Totale |
| ------ | --------- | --- | ------- | ------ | ------ |
| 1      | Danimarca | 1   | 0       | 1      | 2      |
| 2      | Norvegia  | 1   | 0       | 0      | 1      |
| 3      | Francia   | 0   | 1       | 0      | 1      |
| 3      | Germania  | 0   | 1       | 0      | 1      |
| 5      | Spagna    | 0   | 0       | 1      | 1      |
| Totale | Totale    | 2   | 2       | 2      | 6      |